# Cantó de Levallois-Perret
El cantó de Levallois-Perret és un cantó francès del departament dels Alts del Sena, situat al districte de Nanterre. Creat amb la reorganització cantonal del 2015.

## Municipis
- Levallois-Perret